# Las Ventas

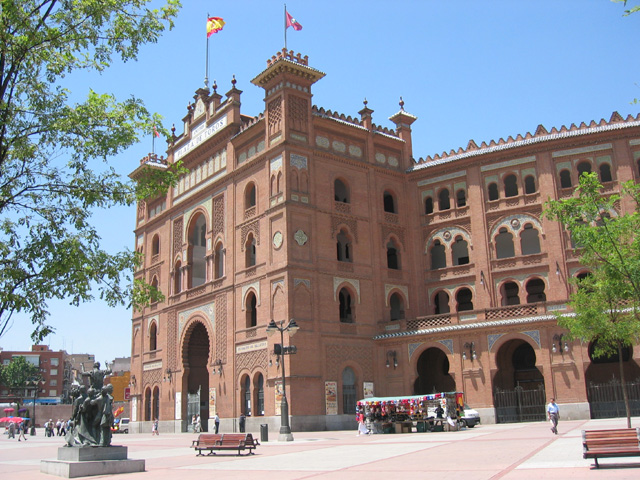
Arena Las Ventas

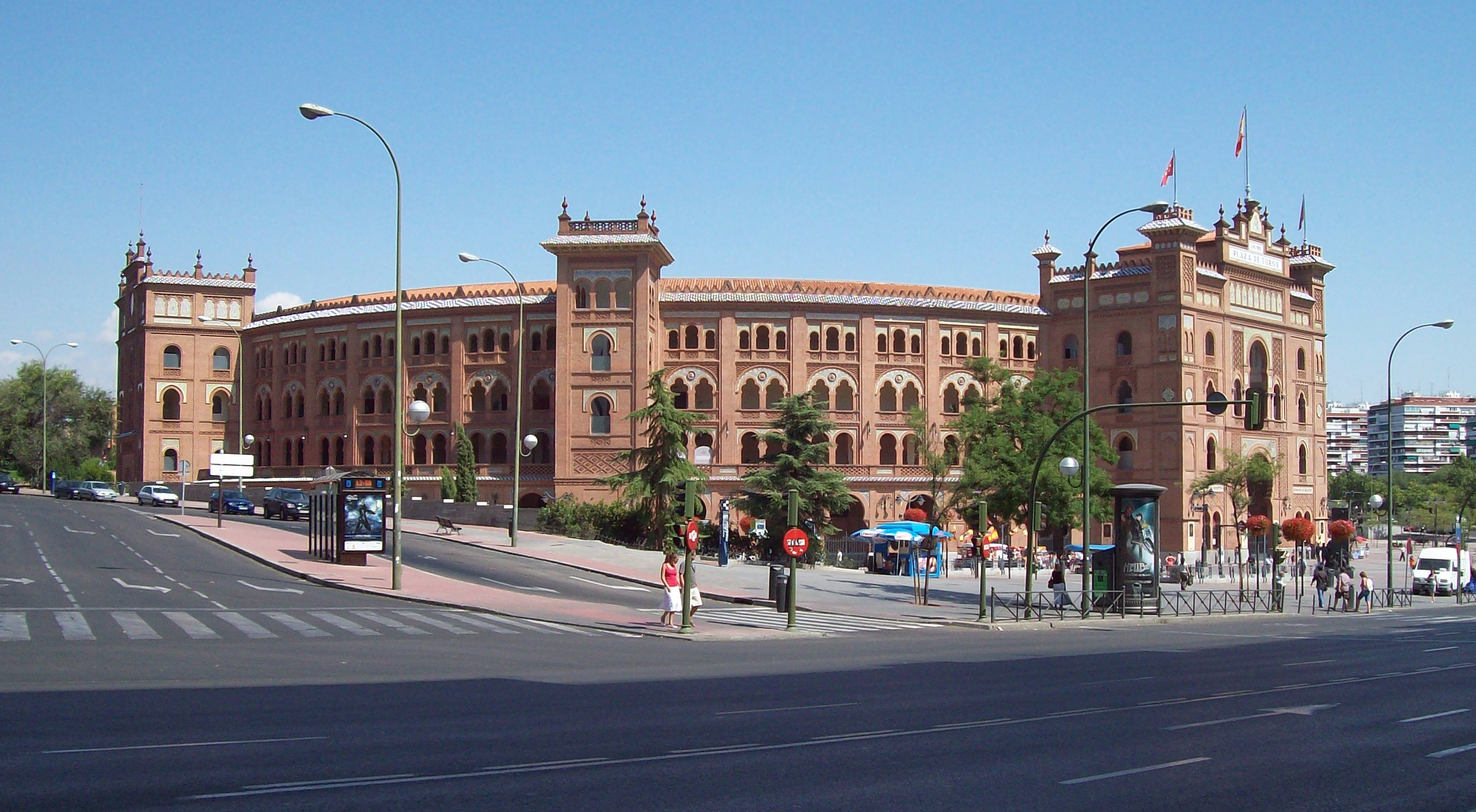
Buitenkant van de arena

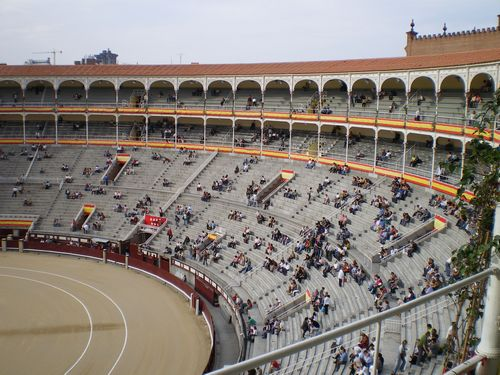
Tribune van Las Ventas

Las Ventas is een arena voor stierengevechten in Madrid.
De arena is gelegen in de wijk Guindalera in het district Salamanca in het oosten van Madrid en werd ingehuldigd op 17 juni 1931. De capaciteit van de arena bedraagt 25.000 zitplaatsen. De arena wordt beschouwd als het centrum van het stierenvechten in Spanje en zelfs in de wereld.
Het gebouw werd ontworpen door architect Espeliú. Het is gebouwd in Mudéjar (Moorse) stijl. De zitjes zijn verdeeld over 10 zones. De prijs varieert afhankelijk van de afstand tot de ring en afhankelijk van zon of schaduw (het laatste is het duurste, gezien de brandende Spaanse zon). De bovenste verdieping wordt Andanadas genoemd, vlak daaronder Gradas, en het grootste gedeelte onderaan heet Tendidos.
Het stierenvechtseizoen begint in maart en eindigt in oktober, en elke zondag worden gevechten gehouden. Tijdens de San Isidro feesten worden elke dag gevechten georganiseerd, en ook op speciale dagen zoals 12 oktober (Spaanse nationale feestdag) wordt er gevochten. De gevechten starten meestal in de late namiddag en duren twee tot drie uur.

## Geschiedenis
Van 1913 tot 1920 werd het stierenvechten in Madrid zo belangrijk dat de capaciteit van de oorspronkelijke arena in Carretera de Aragon niet langer voldeed. Het was José Gómez Ortega, bijgenaamd "Joselito", die besliste dat er een nieuwe, monumentale arena moest worden gebouwd, om de gevechten voor heel Madrid toegankelijk te maken. Zijn vriend en architect José Espeliú startte het project.
De familie Jardón schonk het terrein aan de stad Madrid, onder de voorwaarde dat zij de arena voor vijftig jaar konden uitbaten. Het stadsbestuur ging akkoord met dit voorstel op 12 november 1920 en op 19 maart 1922 werd de eerste steen gelegd, exact in het midden van de toekomstige arena. De constructie kostte ongeveer 12 miljoen pesetas(4,5 miljoen meer dan eerst gepland) en verving de oude arena uit 1874 volledig.
"Las Ventas" werd in 1929 afgewerkt en twee jaar later, op 17 juni 1931 werd een stierengevecht georganiseerd met volledige bezetting, ter inhuldiging. Na afloop werd de arena gesloten wegens de slechte staat van het terrein en pas heropend in 1934.

## Situering
"Las Ventas" is verdeeld in enerzijds de "arena", en anderzijds zones genaamd "patios". Het gebouw is opgetrokken in mudéjarstijl, met reliëfs uit aardewerk die de wapenschilden van verschillende Spaanse provincies uitbeelden. De arena heeft een diameter van 60 meter. De zitplaatsen zijn verdeeld in 10 "tendidos" (groepen van 27 rijen rondom de arena), sommige in de schaduw en andere in de zon. De prijzen van de toegangskaartjes zijn duurder in de schaduw en in de rijen dichter bij de arena.
De president van de 'corrida' zit in de 10e tendido. De koninklijke loge is gebouwd in Arabische stijl (eveneens mudéjar), compleet met badkamer en lift. Tegenover de koninklijke loge bevindt zich een klok. De arena telt vijf poorten, plus drie zogenaamde "toriles", waar de stieren binnenkomen. De poort van de "cuadrillas" tussen tendidos 3 en 4 geeft toegang tot de paardenstallen. Hier komen de picadors (stierenvechters te paard) de arena binnen. De poort tussen tendidos 1 en 2 wordt gebruikt om de kadavers buiten te slepen voor de slachting. De bekende "Puerta Grande" (Grote Poort), ook Poort van Madrid genaamd, ligt tussen tendidos 7 en 8. Door deze poort naar buiten stappen, vooral tijdens de Fiesta de San Isidro, is de droom van elke stierenvechter. In het gebouw zijn verder nog een kapel en een kleine ziekenboeg met twee operatiekamers.